# Космос-1045
Космос-1045 је један од преко 2400 совјетских вјештачких сателита лансираних у оквиру програма Космос.
Космос-1045 је лансиран са космодрома Плесецк, СССР, 26. октобра 1978. Ракета-носач Циклон-3 је поставила сателит у орбиту око планете Земље. 